# عشق (فلم 1982)
عشق (بالفرنسية: Passion) فيلم دراما وكوميديا فرنسي للمخرج جان لوك جودار لعام 1982، وهو ثاني فيلم كامل يتم إنتاجه أثناء عودته إلى صناعة الأفلام السائدة نسبيًا في الثمانينيات. تدور أحداث الفيلم في فصل الشتاء في سويسرا، وهو يدور حول صناعة فيلم فني طموح، عن خطوات إعادة إبداع اللوحات الأوروبية الكلاسيكية كأنها لوحات متحركة، بمصاحبة الموسيقى الأوروبية الكلاسيكية. يتم فقط عرض المشاهد غير المكتملة للفيلم داخل الفيلم، لأنه لا يحتوي على تسلسل لقصة ثابتة ولا يتم الانتهاء منه أبدًا. أثناء القيام بذلك، يشارك طاقم التمثيل بطرق مختلفة مع السكان المحليين، الذين يتم تجنيد بعضهم كإضافات.

## طاقم التمثيل
- جيرزي رادزيويلوفيتش: في دور جيرزي
- إيزابيل هوبرت: في دور إيزابيل
- هانا شيغولا: في دور هانا
- ميشيل بيكولي: في دور ميشيل
- لاسالو سازابو: في دور لاسالو
- ميريم روسيل: في دور ميريم (إحدى العارضات العاريات)
- صوفي لوكاتشيفاسكي: في دور صوفي (فتاة السيناريو)
- جان فرانسوا ستيفينين: في دور لو ماتشينو
- باتريك بونيل: في دور بونيل
- ماجالي كامبوس: في دور ماجالي
- اجنيس بانفلافي: في دور اجي بانفلافي[2]

## أحداث الفيلم
جيرزي هو مخرج بولندي، يقوم بصنع فيلم في استوديو في سويسرا يحتوي على سلسلة من اللوحات الحية (يحول اللوحات العالمية المرسومة إلى مناظر حية حيث يستبدل الشخص المرسوم بممثل). ينفد صبر المنتج لازالو لأنه لا توجد قصة واضحة للفيلم ويواصل المخرج جيرزي تأخير وإلغاء التصوير، متذرعًا بصعوبات الإضاءة مرارًا وتكرارًا. يتورط جيرزي أثناء التصوير، مع امرأتين محليتين: إيزابيل، عاملة مصنع شابة جادة تعاني من تلعثم، وهانا، المالكة الألمانية العالمية للموتيل حيث يقيم الطاقم. هانا متزوجة من ميشيل، وهو رجل صعب المراس مصاب بسعال مزمن ويملك المصنع الذي تعمل فيه إيزابيل. يتم طرد إيزابيل من وظيفتها وتحاول تنظيم زملائها العاملين للإضراب، ليس من أجلها، ولكن من أجلهم. يقوم طاقم الفيلم في غضون ذلك بتجنيد عمال المصنع ككومبارس للوحات التصوير التي يصورها جيرزي.
يواصل جيرزي البحث عن الإضاءة المناسبة في الاستوديو ومحاولة إدارة مجموعة من الكومبارس الجامحة على نحو متزايد. في الوقت نفسه، يحاول مواصلة علاقته مع هانا، التي التقط معها بعض اللقطات الاختبارية التي يراجعها الاثنان معًا أثناء مناقشة تقاطع الحب والعمل. يتم التقاط أيضا بعض لقطات لجيرزي مع إيزابل التي تريد أيضًا دمج الحب والعمل. تحاول إشراك جيرزي في قضيتها وإقامة روابط ذات مغزى مع طاقم الفيلم، وتسألهم لماذا لا تظهر الأفلام أبدًا أشخاصًا يعملون.
تقيم أخيرًا إيزابيل وجيرزي علاقة حميمة وتتخلى إيزابيل عن عذريتها، وتقبل مكافأة من ميشال، بعد أن تخلى زملاؤها العاملون عن محاولتهم الفاترة للإضراب. يوفر المنتج لازالو المزيد من الأموال للفيلم لكن جيرزي يشعر بجرأة الأحداث الدرامية لحركة التضامن في بولندا وعائلته هناك. يغادر جيرزي إلى بولندا بدون إيزابيل أو هانا، بسبب عدم قدرته على إكمال المشروع، ويصطحب معه نادلة من الموتيل. تتواصل إيزابيل وهانا مع بعضهما البعض ويقرروا أيضًا الذهاب إلى بولندا.

## اللوحات الحية في الفيلم
على الرغم من أن اللوحات الأصلية التي تصورها اللوحات الحية متجمدة في المكان والزمان، إلا أن الفيلم يجعلها ثلاثية الأبعاد في صمت. تتحرك الكاميرا حول الممثلين، الذين يتحركون داخل وخارج الموقع، وتختلف الإضاءة وتسجيل الموسيقى كلاسيكية. ومع ذلك، لا يتم منح المشاهدين أي فرصة لتقدير اللوحات الحية لأنه يتم عرض مشاهد لأجزاء من اللوحات فقط وللحظات قصيرة نسبيًا. تظهر لوحات حية كالآتي:
لوحة «المراقبة الليلية» للرسام الهولندي رامبرانت (وهي واحدة من أشهر لوحات العصر الذهبي الهولندي) تتقاطع مع مناظر لإيزابيل تعمل في المصنع. هناك نقاش حول القصة التي تحكيها اللوحة (أو ما إذا كانت لها قصة على الإطلاق) وحول بنائها المعقد، وحول مصدر الإضاءة وكثافتها. يتردد صدى هذه الموضوعات الثلاثة في جميع أنحاء الفيلم، والتي لها نقاشات مستمرة حول أهمية الحبكة، والعلاقات بين الشخصيات، وأوجه القصور في الضوء الاصطناعي (الذي يرمز إلى اصطناعية السينما نفسها).
لوحات الرسام الأسباني فرانثيسكو غويا (المظلة The Parasol- الثالث من مايو 1808 The Third of May- ماجا العارية La Maja Desnuda- تشارلز الرابع ملك إسبانيا وعائلته The Family of Charles IV): بمصاحبة موسيقى مقدمة قداس موتسارت، يتم عرض عناصر من الأربع لوحات.
لوحات الرسام الفرنسي «جان أوغست دومينيك آنغر» (فالبينسون تستحم The Valpinçon Bather– الحمام التركي The Turkish Bath) تتداخل دائما اللوحات القديمة مع أبطال الفيلم.

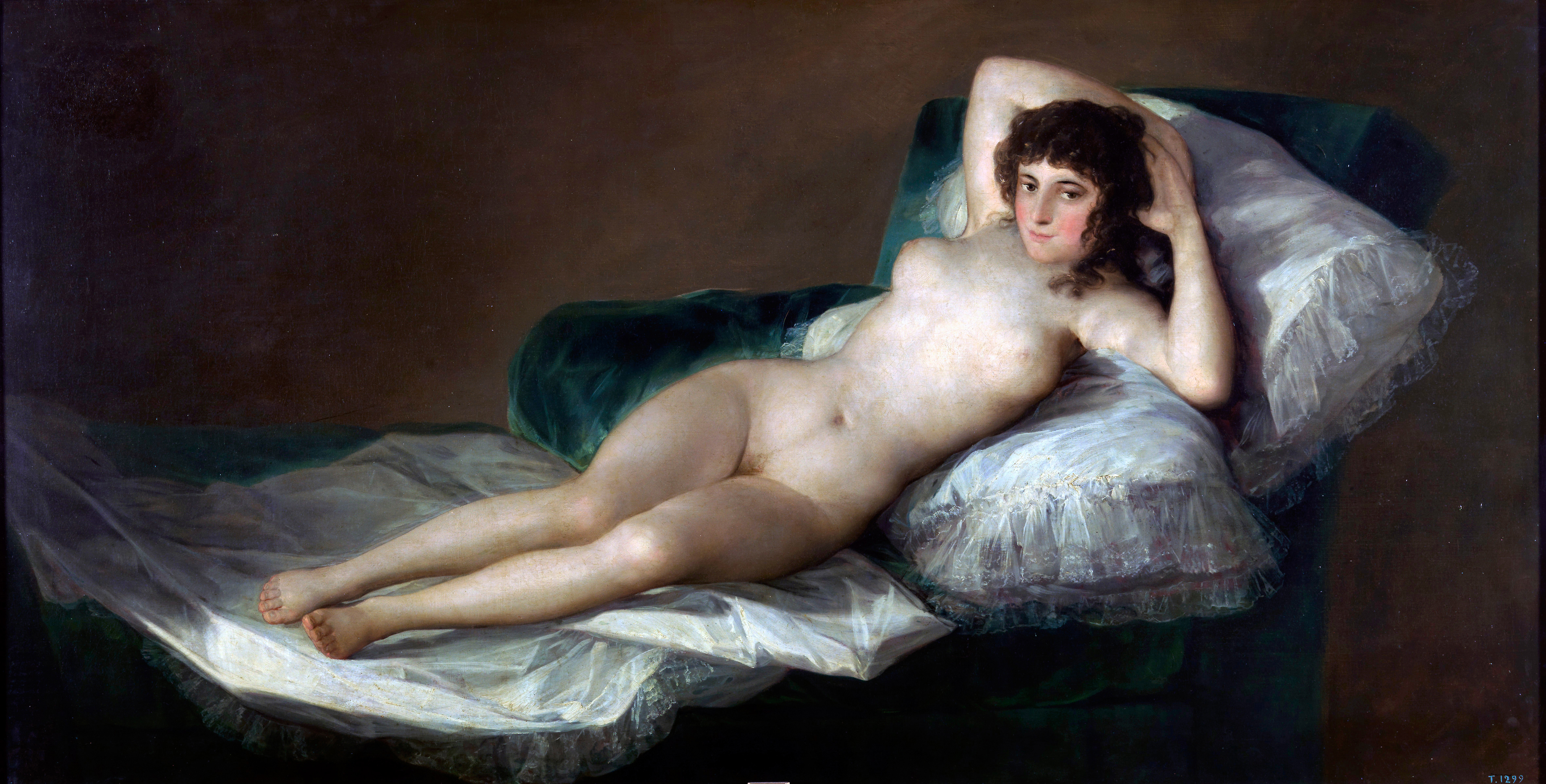

لوحات الرسام الفرنسي ديلاكروا (دخول الصليبيين إلى القسطنطينية The Entry of the Crusaders in Constantinople- يعقوب يتصارع مع الملاك Jacob wrestling with the Angel) هناك درجة عالية من الحركة، حيث الفرسان على ظهور الخيل يدورون حول مسرح المدينة اليونانية، بينما يصبح جيرزي نفسه جزءًا من المشهد عندما يبدأ مباراة مصارعة مع الممثل الذي يلعب دور الملاك.
لوحة إل غريكو الرسام والمثال اليوناني «تولي السيدة العذراء The Assumption of the Virgin»، نشاهدها بالتوازي مع مشاهدة جيرزي وإيزابيل، التي تعترف بأنها لا تزال عذراء.
لوحة الرسام الفرنسي أنطوان واتو «الصعود إلى سيثيرا The Embarkation for Cythera» تظهر فقط في شظايا مفككة، بعد أن يتضح أن الفيلم لن يكتمل أبدًا، والكاميرا تبقى بعيدة، مما يمنح اللقطات جوًا وثائقيًا نزيهًا للسفينة الفارغة والأزواج المنعزلين. إلى حد كبير، إنها اللوحة الوحيدة في الهواء الطلق التي تستغل الضوء الطبيعي.

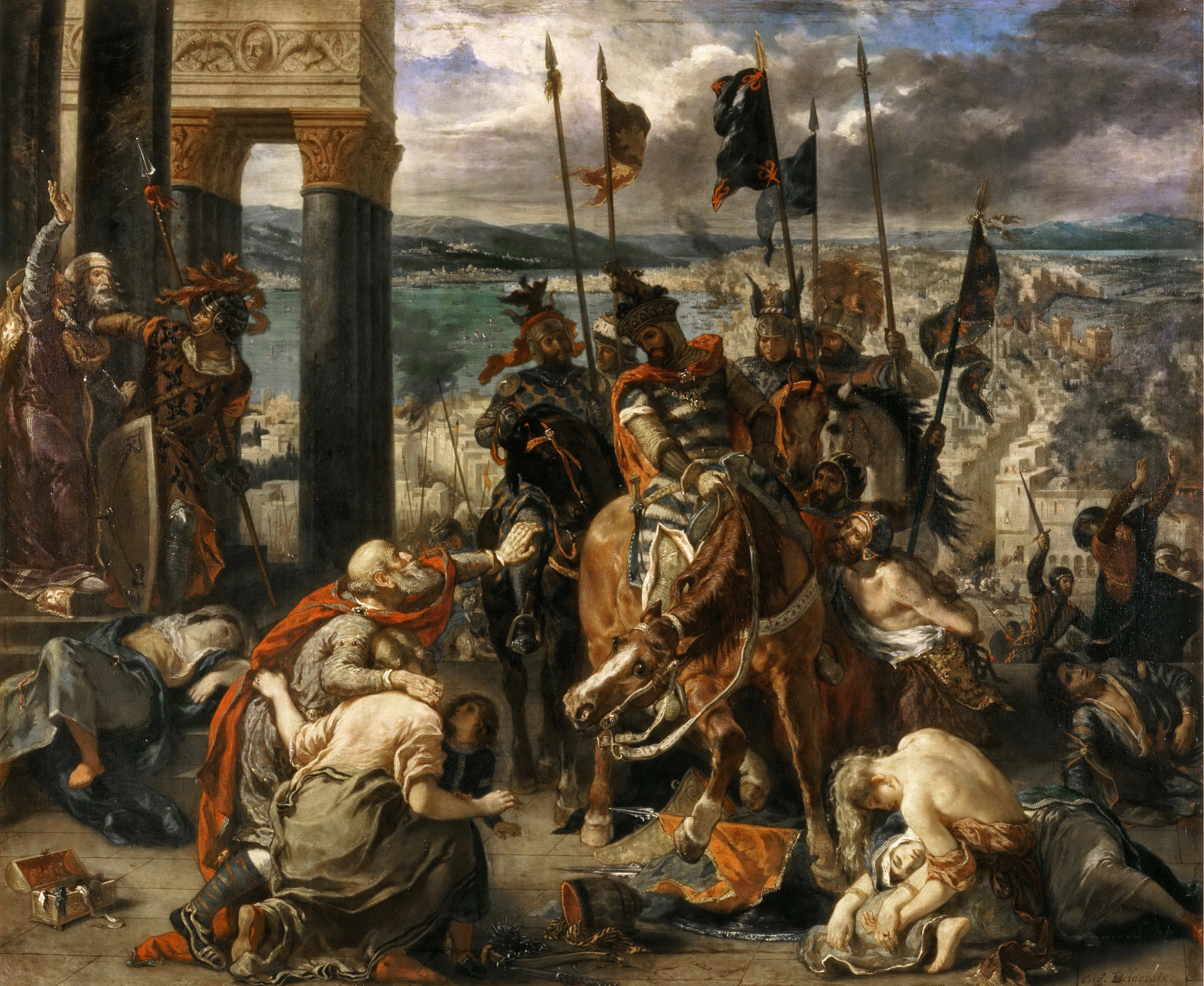

## استقبال الفيلم
منح موقع الطماطم الفاسدة الفيلم تقييم مقداره 57% بناء على آراء 7 نقاد.
كتب فنسنت كانبي من صحيفة نيويورك تايمز: «لقد صنع السيد جودارد فيلمًا مضحكًا، ممزقًا، منغمسًا تمامًا في نفسه، بدون قصة حقيقية، حول صناعة فيلم ليس له قصة حقيقية».
كتب دييغو غالان في الصحيفة اليومية الإسبانية: «عشق هو فيلم محبط».
كتبت مجلة «تي في جايد»: «فيلم رائع بسرد أكثر مما يتوقعه المرء عادة من جودار وكمية مدهشة من الفكاهة».
كتب فيليكس جونزاليس جونيور من موقع «دي في دي ريفيو»: «على الرغم من النوايا الحسنة، فإن الفيلم تجربة محبطة، بل وصعبة، وفي النهاية هي تجربة فارغة».
كتب فريدريك آند ماري آن براسات: «فيلم مثير للاهتمام لجين لوك جودار عن الحب والعمل».

## روابط خارجية
- مقالات تستعمل روابط فنية بلا صلة مع ويكي بيانات